# 호국로 (대구)
호국로는 대구광역시 북구 산격동 유통단지삼거리와 동호동 팔거교를 잇는 대구광역시의 도로이다. 서변 나들목 ~ 동명동호 나들목 구간은 대구 4차순환선의 일부이며 대구외곽순환고속도로와 중첩된다. 호국로라는 명칭은 '군부대앞을 지나가며 호국보훈정신 함양을 위해' 명명된 것이다.

## 연혁
- 설계사 도화엔지니어링
- 1998년 6월 : 국우터널 완공
- 1999년 8월 1일 : 국우터널 통행료 징수 개시
- 2012년 8월 1일 : 국우터널 통행료 징수를 폐지하고 무료화

## 주요 경유지
대구광역시
- 북구 (산격동 · 서변동 · 국우동 · 학정동 · 동호동)

## 노선
| 이름                     | 접속 노선                                              | 소재지     | 소재지 | 비고                                                                                             |
| ------------------------ | ------------------------------------------------------ | ---------- | ------ | ------------------------------------------------------------------------------------------------ |
| 유통단지삼거리           | 국도 제4호선 (동북로)                                  | 대구광역시 | 북구   |                                                                                                  |
| (대구유통단지입구)       | 대구광역시도 제64호선 (유통단지로)                     | 대구광역시 | 북구   |                                                                                                  |
| 산격대교 남단            | 대구광역시도 제13호선 대구광역시도 제55호선 (신천동로) | 대구광역시 | 북구   | 대구광역시도 제13호선 구간                                                                       |
| 산격대교                 |                                                        | 대구광역시 | 북구   | 대구광역시도 제13호선 구간                                                                       |
| 산격대교 북단            | 조야로2길                                              | 대구광역시 | 북구   | 대구광역시도 제13호선 구간 칠곡 방면 진출 불가 산격동 방면 진입 불가                             |
| 서변지하차도             | 대구광역시도 제12호선 (서변남로)                       | 대구광역시 | 북구   | 대구광역시도 제13호선 구간                                                                       |
| (동변교 서단)            | 동변로 호국로43길                                      | 대구광역시 | 북구   | 대구광역시도 제13호선 구간                                                                       |
| (유니버시아드레포츠센터) | 동화천로 호국로57길                                    | 대구광역시 | 북구   | 대구광역시도 제13호선 구간                                                                       |
| 서변 나들목              | 700호선 대구외곽순환고속도로                           | 대구광역시 | 북구   | 대구외곽순환고속도로와 중복 대구광역시도 제10호선 구간                                           |
| 국우터널                 |                                                        | 대구광역시 | 북구   | 대구외곽순환고속도로와 중복 대구광역시도 제10호선 구간 칠곡 방면 연장 380m 산격동 방면 연장 360m |
| 국우터널 요금소          |                                                        | 대구광역시 | 북구   | 대구외곽순환고속도로와 중복 대구광역시도 제10호선 구간 요금소 폐지                               |
| 국우 나들목 학정2교      | 대구광역시도 제47호선 (구암로) 구리로                  | 대구광역시 | 북구   | 대구외곽순환고속도로와 중복 대구광역시도 제10호선 구간                                           |
| 학정1교                  |                                                        | 대구광역시 | 북구   | 대구외곽순환고속도로와 중복 대구광역시도 제10호선 구간                                           |
| 학정삼거리               | 대구광역시도 제45호선 (학정로)                         | 대구광역시 | 북구   | 대구외곽순환고속도로와 중복 대구광역시도 제10호선 구간                                           |
| 동명동호 나들목          | 700호선 대구외곽순환고속도로                           | 대구광역시 | 북구   | 대구외곽순환고속도로와 중복 대구광역시도 제10호선 구간                                           |
| 팔거교                   | 국도 제5호선 국도 제25호선 (칠곡중앙대로)              | 대구광역시 | 북구   |                                                                                                  |

## 주요 건물 및 시설
- KT산격빌딩 (대구광역시 북구 호국로 8)
- 칠곡경북대학교병원 (대구광역시 북구 호국로 807)
- 경북외국어대학교 (폐교, 대구광역시 북구 호국로 861)